# Carex hochstetteriana
Carex hochstetteriana là một loài thực vật có hoa trong họ Cói. Loài này được J.Gay ex Seub. mô tả khoa học đầu tiên năm 1840.